# Kadebostany
Kadebostany — швейцарская музыкальная группа, основанная в 2008 году в Женеве. Наиболее известна синглами «Teddy Bear» (2015), «Castle in the Snow» (2015) и «Mind if I Stay» (2017).

## История
Первоначально это был только Kadebostan, настоящее имя которого Уильям Джеремайя.
Группа лишь в 2011 году выпустила свой первый альбом «Songs From Kadebostany» — электронную музыку с оттенком фанфар. Кроме того, музыкальные композиции группы представляют собой интересный микс pop, soul и восточноевропейского фолка (иногда  в сопровождении музыкального оркестра).
В 2012 году к группе присоединилась певица Амина Каделли, которая добавила в их музыку оттенки рэпа и альтернативного рока.
Название Kadebostany по замыслу авторов должно означать «Европейское государство Кадебостания»: группа представляет себя как целое государство, основанное на принципах свободы и творческого созидания, с собственным президентом Кадебостаном и национальной дивой Аминой, являющейся голосом страны.
В 2016 году к группе присоединилась гитаристка и вокалистка Кристина, которая, по мнению Кадебостана, является главной сокровищницей страны, тем самым подразумевая, что талант Кристины — это настоящее сокровище.
После релиза своего альбома «Pop Collection» группа значительно набрала популярность на своей родине. Сингл «Castle in the Snow» занимал первые строчки чартов. Также, благодаря успешному релизу этого альбома, группа попала в многочисленные номинации на Swiss Music Awards в категориях «Best Talent — National», «Best Live Act — National» и «Best Act — Romandie». Группа назначила первые даты тура со своим альбомом, уже известно, что они посетят Швейцарию, Турцию, Россию, Францию, Австрию, Канаду, Германию, Грецию, Словакию, и Чешскую Республику. Новый альбом запланирован на 2017 год и будет называться «Soldiers of Love».
23 июля 2016 года группа успешно выступила на грандиозном шоу «Europa Plus Live 2016». Она отыграла вживую свои самые успешные синглы, в число которых вошли «Teddy Bear» и «Castle In The Snow». Во время выступления группа танцоров маршировала с флагами страны Кадебостан.
Республика Кадебостания находится к северу от Италии, к востоку от Швейцарии и к западу от Турции, — говорит президент, — я решил создать это государство семь лет назад, моя цель — изменить мировую поп-музыку. Кадебостания находится между Европой и Азией — это не Запад и не Восток, а котел, где встречаются разные культуры. А наша группа — послы этой страны». В своих видео кадебостанцы появляются чаще всего в военной форме разных времен — в памяти при этом возникают то словенские фанаты тоталитарной эстетики из Laibach, то Фредди Меркьюри в своих эполетах.
На последнего президент очень похож внешне, поэтому на вопросы о нём отвечает не в первый раз.
Мне нравится мелодраматизм Меркьюри, то, как он управлял эмоциями людей, находясь на сцене: в один момент он мог казаться переполненным счастья и открытым, потом так же закрывался и рассказывал какую-то свою личную историю. Для меня хорошее шоу — это такие эмоциональные качели, где зрители успевают и поулыбаться, и поплакать в течение часа.
25 февраля 2018 года группа выпускает новый альбом Monumental. В рамках релиза Kadebostany выступили в программе Вечерний Ургант на Первом Канале, в проекте Европа Плюс Акустика, на радио NRJ и дали два больших концерта в Москве и Санкт-Петербурге.
Группа выступила 15 июля 2018 года в Волгограде на закрытии Чемпионата мира по футболу.

## Состав
- Kadebostan — DJ, продюсер
- Amina Cadelli — вокал (сейчас не состоит в группе)
- Kristina Yakovleva — вокал, гитара, бас (сейчас не состоит в группе)
- Célia Whynot — вокал
- Fang the Great — вокал
- Jaafar Aggiouri — саксофон, кларнет, бас (сейчас не состоит в группе)
- Jérôme Léonard — гитара, бас (сейчас не состоит в группе)
- Joris Amann — гитара
- Ross Butcher — тромбон
- Marc Veuthey — ударные

## Дискография

### Альбомы
- 2011 — "Songs From Kadebostany"
- 2013 — "Pop Collection"
- 2017 — "Monumental. Chapter 1"
- 2018 — "Monumental"[9]
- 2020 — "Drama"
- 2023 — "Play This at My Funerals"

### Синглы
- 2013 — Walking with a Ghost
- 2013 — Crazy in Love
- 2013 — Jolan
- 2014 — Palabras
- 2014 — Castle in the Snow
- 2016 — Frozen To Death
- 2018 — Save me
- 2018 — Save me (Guillaume de Kadebostany remix)

### Видеоклипы
- 2014 — Walking with a Ghost[10]
- 2013 — Jolan[11]
- 2014 — Castle in the Snow[12]
- 2016 — Frozen To Death[13]
- 2018 — Save me[14]
- 2019 - Mind If I Stay[15]
- 2020 - Drama (Act 1)